# II. třída okresu Pardubice
II. třída okresu Pardubice (Pernštejn okresní přebor) je neprofesionální fotbalová liga České republiky, která patří společně s ostatními druhými třídami mezi osmé nejvyšší fotbalové soutěže v Česku. Je řízena Krajským fotbalovým svazem Pardubice. Hraje se každý rok od léta do jara se zimní přestávkou. Účastní se ji 14 týmů z okresu Pardubice, každý s každým hraje jednou na domácím hřišti a jednou na hřišti soupeře. Celkem se tedy hraje 26 kol. Vítězem se stává tým s nejvyšším počtem bodů v tabulce a postupuje do I.B třídy Pardubického kraje - skupiny A. Poslední dva týmy sestupují do III. třídy. Do II. třídy vždy postupuje vítězný a druhý tým z III. třídy, popř. vítězové dvou III. tříd.

## Vítězové
| Ročník    | Vítězný tým               |
| --------- | ------------------------- |
| 2003/2004 | SK Torpedo Pardubice      |
| 2004/2005 | SK - 1.FC Mikulovice      |
| 2005/2006 | SK Řečany nad Labem       |
| 2006/2007 | SK Pardubičky             |
| 2007/2008 | FC Libišany               |
| 2008/2009 | SK Řečany nad Labem       |
| 2009/2010 | SK Řečany nad Labem       |
| 2010/2011 | SK Pardubičky             |
| 2011/2012 | TJ Spartak Sezemice       |
| 2012/2013 | Sokol Mnětice             |
| 2013/2014 | FC Libišany               |
| 2014/2015 | TJ Slavoj Choltice        |
| 2015/2016 | FC Titanic Srch           |
| 2016/2017 | TJ Sokol Rosice nad Labem |
| 2017/2018 | FC Libišany               |
| 2018/2019 | FC Titanic Srch           |
| 2019/2020 | SK Starý Mateřov          |
| 2020/2021 | FK Přelouč B              |
| 2021/2022 | AFK Opatovice nad Labem   |
| 2022/2023 | FK Přelouč B              |
| 2023/2024 | SK Pardubičky B           |